# ناو چوکای
ناو چوکای (به انگلیسی: Japanese cruiser Chōkai) یک کشتی بود که طول آن ۲۰۳٫۷۶ متر (۶۶۸٫۵ فوت) بود. این کشتی در سال ۱۹۳۲ ساخته شد.